# Обо

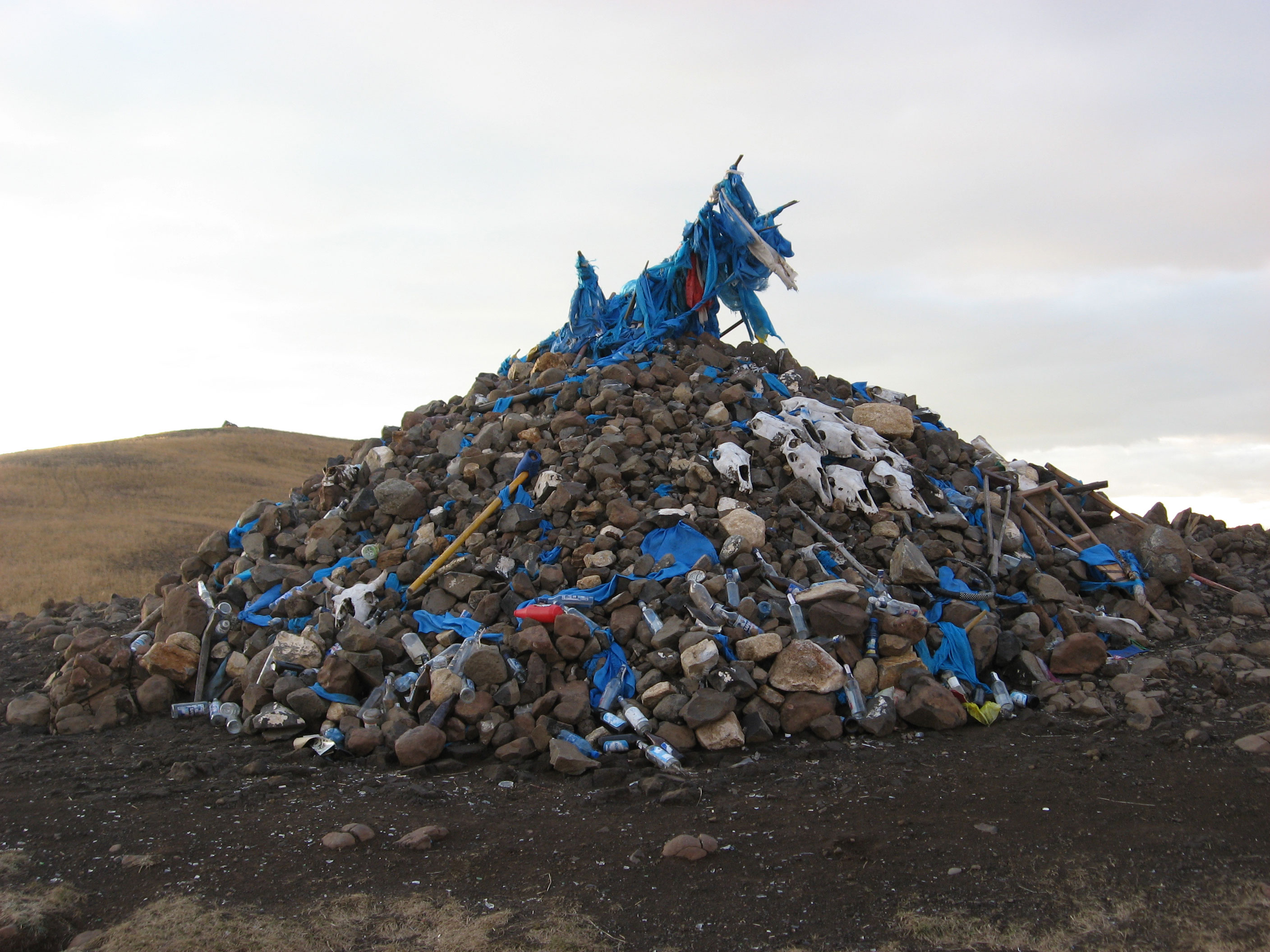
Обо в Монголії

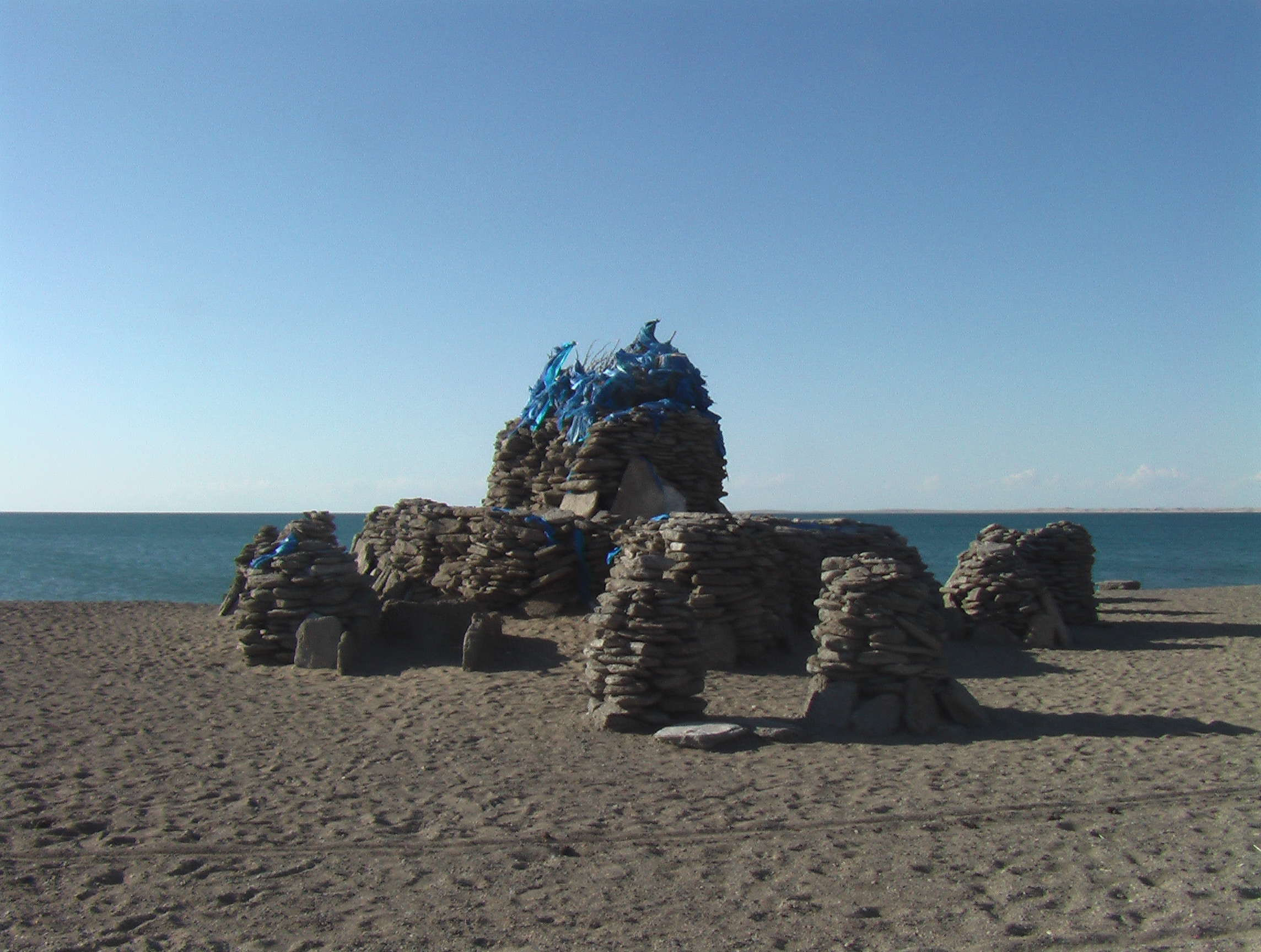
Комплекс обо на піведнному березі озера Дурген-Нуур (Західна Монголія)

Обо́ (рідше обоо, овоо) (монг. овоо, бур. обоо, хак. обаа «купа, груда, насип») — культові місця в культурі монголів, бурятів, тувинців, хакасів та інших тюрко-монгольських народів Центральної Азії.

## Опис
В традиційній формі представляють собою купи із каміння або дерева, прикрашені стрічками і прапорцями. Розміщуються біля доріг, на гірських перевалах, на вершинах, біля озер, аршанів, на берегах річок. Зустрічаються як поодинокі обо так і в групах.
Обо — місце поклоніння місцевим духам, родовим чи територіальним, тобто «господарям» даної місцевості. Господарі обо — духи померлих шаманів, предків чи божества небесного походження.
Немає сумнівів у тому, що в обоо (будівля, яка використовується як святилище) поєдналися різні елементи, які мають різне походження, зокрема культ військових лідерів, культ предків, культ зброї та культ гір. Зрозуміло, що сама конструкція спочатку не була об'єктом поклоніння, а предметом (з функцією, подібною до алтаря), який використовувався для поклоніння реальному об'єкту культу, але поступово у свідомості звичайних віруючих почало втілюватися майже все, що пов'язано з героями легенд і міфів. У Бурятії зараз зустрічаються обоо, які служать об'єктом поклоніння майже самі по собі, без посилань на будь-яких персонажів, навіть імена яких не збереглися. Однак є обоо, які були зведені на честь конкретних бурятських військових лідерів та видатних політичних діячів, які поховані в даній місцевості згідно з легендами. Зазвичай споруди не вважаються могилами воїнів, хоча вони містять захисну зброю всередині та різне холодну зброю ззовні. Тим не менш, обоо знаходяться в центрі обряду шанування героя, виконуючи функцію щось на зразок пам'ятника загиблим воїнам, хоча таке сприйняття не є характерним для самого учасників обряду.
Конструкції типу «обоо» не поширені серед західних бурят Приангар'я, язичників та шаманів, а також серед якутів, що змушує задуматися про час появи такої традиції серед східних бурят і монголів. На перший погляд, в структурі культу є багато стародавніх елементів, що створює враження первісності та центрального об'єкта самої конструкції. Однак подібні культи військових предводителів у західних бурят показують схожість у всьому, крім наявності «обоо».
У XIX столітті лами провели систематизацію культу обоо, в тому числі розробили правила для будівництва конструкції. Лама Ваджрадара Мэргэн Диянчи зазначив наявність старих рукописів про культ обоо і мав намір створити нові обрядники, оскільки старі стали незрозумілими для буддистів. В конструкцію обо слід було вкладати різні предмети, такі як панцир, шлем, озброєння, одяг, їжу, посуд, тканини та ліки. На вершину ставили коня вітру (хій морь). Також можливі зовнішні прикраси, такі як посадка дерев або встановлення зображення Гаруди, або навіть зброя, як лук, стріли, списи, меч. По схилах гори майже до підніжжя кладуться невеликі кам'яні купи, розташовані на умовних лініях, що розходяться від центрального об'єкту, немов промені. Кожен шар обоо мав молитви та зображення тварин. Рекомендувалось будувати 12 малих обоо навколо центрального конуса, щоб символізувати Сумеру та 12 частин світу. У Бурятії цей варіант не був популярним, але лами та віряни агинських дацанів будували ансамблі з 13 обоо. 
Нові бурятські обоо, що будувалися в XVIII-ХІХ століттях за ініціативою лам, були значно скромнішими за розміром, але часто мали розкішне оформлення. Замість традиційних березових гілок та шкур жертовних тварин, лами ставили поруч з пірамідою символи перемоги буддизму - жалсани, прапорці з тексти молитв дарсагі, молитовні барабани, прапори хій морин, часто створювали іконографічні малюнки або скульптури в тибето-буддійській традиції та інше. Прапорці та дерев'яні частини списів і зброї типу нагіната надавали конструкції величний і при цьому динамічний вигляд.
Ранні зразки архітектури малих форм стали важливим етапом процесу зміцнення позицій буддизму серед бурят. На початковому етапі вони послужили мостиною між стародавніми язичницькими та шаманськими культами, демонстрували потенціал спадковості традицій. У подальшому обоо, мунхани та інші споруди розвивалися в руслі справжнього бурятського буддизму і, слід зазначити, саме їм довелося стати майже єдиними культовими архітектурними об'єктами для бурятських буддистів у сувору епоху радянського атеїзму. Обряди на обоо таємно проводилися протягом усіх років радянської влади.